# 米爾班克
米爾班克（直译：磨坊岸）是英國中倫敦西敏市的一個地區，因该地曾有一处由威斯敏斯特教堂所属的水磨而得名，这一水磨现为学院绿地。 磨坊岸位於泰晤士河沿岸，東側是皮姆利科，南側是威斯敏斯特。這裡集中了眾多政府機構，並且是博柏利公司總部所在地。